# Trichocerca compressa
Trichocerca compressa är en hjuldjursart som beskrevs av John R. Edmondson 1938. Trichocerca compressa ingår i släktet Trichocerca och familjen Trichocercidae. Inga underarter finns listade i Catalogue of Life.